# Butch Hartman
Elmer Earl "Butch" Hartman IV, född 10 januari 1965 i Highland Park, Michigan, är en amerikansk animatör, illustratör och röstskådespelare. Han är mest känd för att vara skaparen av Nicelodeons animerade serier Fairly Odd Parents, T.U.F.F. Puppy, Danne Fantom och Bunsen Is a Beast.

## Bakgrund och familj
Butch Hartman föddes i Highland Park, Michigan och växte upp i Roseville, Michigan. Under tonåren flyttade han till New Baltimore, Michigan där han tog examen på Anchor Bay High School 1983. Därefter började han studera på California Institute of the Arts (CalArts) i Valencia, Kalifornien.

## Karriär

### Tidig karriär
Medan han fortfarande var student på CalArts praktiserade Hartman som en animatör på Don Bluths film Resan till Amerika. Strax efter examen anställdes han som karaktärsdesigner och storyboardartist för en oidentifierad animeringsserie om My Little Pony. Eftersom han inte hade någon tidigare erfarenhet av storyboards fick han snabbt sparken. Efter att ha fått sparken hittade han arbete med Ruby-Spears, där han arbetade på It's Punky Brewster och Dink, the Little Dinosaur. Han var också en del av videoreferenspersonalen för Disney-filmen Pocahontas.

### På Nickelodeon
Hans största framgång kom i december 1997, då han skapade Fairly Odd Parents. Serien började ursprungligen som en "serie shorts" men småningom bestämde sig Nickelodeon för att plocka upp den som en hel serie. Efter att ha haft sin premiär 2001 blev serien en enorm hit. År 2006 trodde man att serien skulle upphöra, men det tillkännagavs på Hartmans forum den 2 februari 2007 att ytterligare 20 avsnitt skulle produceras. Den sjätte säsongen av Fairly Odd Parents sändes den 18 februari 2008 och började med 1-timmars special vid namn Fairly Odd Baby. En tionde säsong av Fairly Odd Parents påbörjades 2015 och är Nickelodeons näst längsta animerade serie bakom SvampBob Fyrkant.
Efter sin stora framgång med The Fairly OddParents vill Nickelodeon att Hartman ska skapa en ny serie åt de, den som senare blir Danne Fantom. För att producera serien grundade Hartman 2004 Billionfold Inc., som han idag fortfarande använder för att producera sina andra projekt. Danne Phantom fick bra kritik och den anses vara Hartmans bästa serie, där Hartman själv erkände det som kanske det bästa av sina program. Danne Phantom blev klar med produktionen i början av 2007.
Runt 2008–2009 började Hartman att producera sin tredje serie för Nickelodeon, T.U.F.F. Puppy, som hade premiär 2010 tillsammans med Jimmy Neutrons-spinoff Planet Sheen. Serierna fick blandade recensioner och fick pågå i tre säsonger innan de avbröts.
Hans fjärde show, Bunsen Is a Beast, sändes på Nickelodeon och Nicktoons från 16 januari 2017 till 10 februari 2018. Den 8 februari 2018 meddelade Hartman på sina Twitter- och YouTube-konton att han hade lämnat Nickelodeon den 2 februari efter att ha varit anställd där i 20 år.

## Filmografi (i urval)

### Filmer
| År   | Titel                                      | Roll              | Anmärkningar                        |
| ---- | ------------------------------------------ | ----------------- | ----------------------------------- |
| 1986 | Resan till Amerika                         |                   |                                     |
| 1992 | California Hot Wax                         | Eddie             |                                     |
| 1994 | Scooby Doo: Arabiska nätter                |                   | Karaktärsdesigner                   |
| 1995 | Pocahontas                                 |                   |                                     |
| 1997 | Annabelles julönskning                     |                   | Storyboard artist Direkt till video |
| 1998 | Adventures in Odyssey: Baby Daze           |                   | Storyboard artist                   |
| 1998 | Adventures in Odyssey: A Stranger Among Us |                   | Storyboard artist                   |
| 2011 | Fairly Odd: Filmen - Väx upp Timmy Turner  | Servitör          | Författare                          |
| 2012 | En Fairly Odd Jul                          | Christmas Caroler | Story och manus                     |
| 2014 | En Fairly Odd Sommar                       | Galen kille       | Författare                          |

### TV
| År        | Titel                                     | Roll                                            | Anmärkningar |
| --------- | ----------------------------------------- | ----------------------------------------------- | --- |
| 1985–1986 | It's Punky Brewster                       |                                                 | Modeller |
| 1987      | Growing Pains                             | Robert Jordan                                   | Avsnitt 3.5: "Michaelgate"                                                                                          |
| 1988      | Just the Ten of Us                        | Rod Grossman                                    | Avsnitt 1.4: "Close Encounters"                                                                                     |
| 1988      | Police Academy                            |                                                 | Modeller |
| 1988–1989 | Våra bästa år                             | Henry Jake                                      | |
| 1989      | Dink, the Little Dinosaur                 |                                                 | Storyboard artist                                                                                                   |
| 1990      | Piggsburg Pigs!                           |                                                 | Designer |
| 1991–1993 | Tom & Jerry Kids Show                     |                                                 | Karaktärsdesigner                                                                                                   |
| 1993      | Mästerdetektiven Droopy                   |                                                 | Designer |
| 1995      | What a Cartoon!                           |                                                 | |
| 1996–1997 | Dexters laboratorium                      |                                                 | Författare / storyboard artist / bakgrundsdesigner / layout artist                                                  |
| 1996–1998 | The Spooktacular New Adventures of Casper |                                                 | Storyboard artist                                                                                                   |
| 1997–1999 | Johnny Bravo                              |                                                 | Storyboard artist / författare: story / regissör                                                                    |
| 1997      | Cow & Chicken                             |                                                 | Modeller / storyboard artist                                                                                        |
| 1997      | I Am Weasel                               |                                                 | Modeller / storyboard artist                                                                                        |
| 1998–2001 | Oh Yeah! Cartoons                         |                                                 | |
| 1999–2002 | Family Guy                                | Jonathan Weed / Ytterligare röster              | 8 avsnitt |
| 1999–2002 | The New Woody Woodpecker Show             | storyboard artist                               | 1 avsnitt |
| 2001–2017 | Fairly Odd Parents                        | Dr. Karl Hingstlund / Ytterligare röster        | Skapare / story / författare / regissör / storyboard artist / röstskådespelare musikkompositör / exekutiv producent |
| 2010–2015 | T.U.F.F. Puppy                            | Agent Weaselman / Agent Rodentski / Escape Goat | Skapare / story / musikkompositör / röstskådespelare / exekutiv producent författare / storyboard artist / regissör |
| 2013      | Big Time Rush                             | Sig själv                                       | |
| 2013      | Jinxed                                    |                                                 | |
| 2017–2018 | Bunsen Is a Beast                         |                                                 | Skapare / författare / storyboard artist / exekutiv producent /musikkompositör                                      |
| 2019–     | Abby Hatcher                              |                                                 | Skapare / story / författare / storyboard artist / regissör / exekutiv producent                                    |
| 2004–2007 | Danne Phantom                             | Fotbollsannonsör 1 (avsnitt: "What You Want")   | Skapare / story / författare / storyboard artist / regissör / musikkompositör exekutiv producent                    |
| 2020–     | Raven's Home                              |                                                 | Skapare / story / författare / storyboard artist / regissör / exekutiv producent                                    |